# Paesaggio roccioso con viaggiatori su un sentiero e contadini presso un lago
Paesaggio roccioso con viaggiatori su un sentiero e contadini presso un lago è un dipinto (116,2x91,5 cm) firmato e datato HSL 1643 in basso a sinistra, realizzato dal pittore olandese Herman Saftleven II.
Protagonisti di questo dipinto sono i picchi rocciosi che incombono sul sentiero che conduce al lago: l'effetto che ne risulta è spettacolare.
Sullo sfondo una cima innevata indica all'osservatore l'altitudine e l'altezza dei luoghi. Sulla cima di un dirupo si nota un edificio appena delineato ed evidenziato dal camino e dalle finestre, che mette in risalto le dimensioni del picco. Il cielo è nuvoloso e l'ambiente è immerso in una luce calda e smorzata. Nel centro della valle camminano un gruppo di viaggiatori con un cane, più lontano due persone con cappello siedono sulla sponda di un lago e sullo sfondo si vedono altre persone muoversi attraverso il paesaggio. Le piccole figure indicano a chi guarda che è la natura e non l'uomo la protagonista del dipinto.
Questa è l'opera di maggiori dimensioni prodotta da Saftleven nel 1643.
L'artista collaborò occasionalmente con Cornelis van Poelenburch, anch'egli risiedente ad Utrecht e questo dipinto risente dell'influenza esercitata da uno dei più importanti rappresentanti della prima generazione dei pittori Dutch Italianates. Comunque pochi anni dopo Saftleven abbandonò la pittura di paesaggi italiani passando all'esecuzione di paesaggi olandesi o fluviali ambientati sul Reno.
Il dipinto in oggetto presenta analogie con Paesaggio montuoso con figure del 1648 c. vuoi per la struttura del paesaggio roccioso, vuoi per il sentiero tortuoso che attraversa la scena, ma ha maggior drammaticità per la vastità dell'ambiente. Vi sono altresì affinità con i paesaggi di Roelandt Savery, come ad esempio Un paesaggio montuoso, conservato nel Museo dell'Ermitage a San Pietroburgo.
Sostanzialmente quest'opera rappresenta un buon esempio di fusione tra i paesaggi italiani immersi in una luce calda e meridionale di Cornelis van Poelenburch e quelli aspri e montuosi di Roelandt Savery.